# 希扎
48°6′32″N 23°12′24″E / 48.10889°N 23.20667°E
希扎（烏克蘭語：Хижа），是烏克蘭西部的村莊，隸屬外喀爾巴阡州的貝雷霍韋區。該村面積5.61平方公里，海拔高度200米，人口1,700，人口密度每平方公里310人。